# Slowakische Badminton-Mannschaftsmeisterschaft 2003
Die Slowakische Badminton-Mannschaftsmeisterschaft 2003 war die zehnte Auflage der Teamtitelkämpfe in der Slowakei. Meister wurde ATU Košice.

## Endstand
| Platz | Team                 | Spiele | G U V | Spielpunkte | Punkte |
| ----- | -------------------- | ------ | ----- | ----------- | ------ |
| 1     | ATU Košice           | 10     | 9 1 0 | 62:18       | 19     |
| 2     | TJ Lokomotiva Košice | 10     | 8 1 1 | 68:12       | 17     |
| 3     | Spoje Bratislava     | 10     | 5 0 5 | 33:47       | 10     |
| 4     | BK MI Trenčín        | 10     | 2 2 6 | 28:52       | 6      |
|       |                      |        |       |             |        |
| 5     | BENNI Nitra          | 10     | 3 4 3 | 37:43       | 10     |
| 6     | ČERTi Nové Zámky     | 10     | 4 2 4 | 37:43       | 10     |
| 7     | CEVA Trenčín A       | 10     | 2 3 5 | 32:48       | 7      |
| 8     | CEVA Trenčín B       | 10     | 0 1 9 | 23:57       | 1      |